# 메추카날다람쥐
메추카날다람쥐(학명: Petaurista mechukaensis)는 다람쥐과에 속하는 설치류의 일종이다. 현재 인도 아루나찰프라데시 주에서 발견된 단 한 점의 표본만이 알려져 있다. 해발 1500~2500m에서 서식하며, 인근 중국 지역에서도 서식하는 것으로 추정된다. 자연 서식지는 활엽수림과 온대 기후 지역의 침엽수림이다. 사냥으로 위협을 받고 있다.